# Pierre Rectoran
Pèir Rectoran
Pierre Rectoran (en gascon Pèir Rectoran), né le 28 novembre 1880 à Bayonne et mort le 10 janvier 1952 dans la même ville, est un écrivain de langue française et gasconne, archiviste et politicien local français.

## Biographie
Pierre Rectoran naît le 28 novembre 1880 à Bayonne dans la communauté gasconne de la ville. Il est archiviste au musée basque et de l'histoire de Bayonne. Il fonde le 7 mai 1926 l'Académie gasconne de Bayonne et en devient le premier secrétaire perpétuel. Il est élu conseiller municipal de Bayonne le 3 mai 1925 au sein d’une liste d’Union des gauches, réélu les 5 et 12 mai 1929 au sein d’une liste républicaine radicale et radicale socialiste, puis en février et mars 1934 sur une liste d’Union républicaine. Il meurt le 10 janvier 1952 et, près de 50 ans plus tard, l'académie édite Le Gascon maritime de Bayonne et du val d'Adour qui devient alors un ouvrage de référence.

## Œuvres

### En français
- Pierre Rectoran (ill. Pablo Tillac), Corsaires basques et bayonnais du XVe au XIXe siècle, Éditions E. Plumon, 1941, 352 p. (ISBN 2-912233-79-8, lire en ligne)
- Pierre Rectoran et René Cuzacq, Discours de réception à l'Académie gasconne de Bayonne, 1943
- Pierre Rectoran, Le Gascon maritime de Bayonne et du val d'Adour, Éditions Harriet, 15 juillet 1996 (posthume), 338 p.

### Billingue
- Pierre Rectoran, Jean Lamarque et Carlito Oyarzun, Noeyt de Nadau : pièce locale en 2 tableaux et 1 intermezzo en vers français et gascons, 1929
- Pierre Rectoran, Jean Lamarque et Carlito Oyarzun, Your de printéms : pièce locale en 3 actes en vers français et gascons, 1930

## Hommages
- Rue Pierre Rectoran, Bayonne[5].